# Gigantes del Basket
Gigantes del Basket és una revista setmanal de bàsquet fundada el 4 de setembre de 1985. Està dirigida des del 1987 per Paco Torres.